# Force européenne démocrate
Europejska Siła Demokratyczna (fr. Force européenne démocrate, FED) – francuska partia polityczna o profilu centrowym, działająca od 2012.
Partia powstała z inicjatywy grupy działaczy Nowego Centrum, jej powstanie Jean-Christophe Lagarde ogłosił jeszcze wyborami parlamentarnymi. Do nowego ugrupowania przyłączyli się także niektórzy działacze związani z Ruchem Demokratycznym, łącznie partię zasiliło kilkoro deputowanych obu izb francuskiego parlamentu (m.in. André Santini i Michel Mercier). FED przyłączyła się w tym samym roku do nowo powstałej federacyjnej Unii Demokratów i Niezależnych.